# Stazione di Dainichi
La stazione di Dainichi (大日駅?, Dainichi-eki) è una stazione della Monorotaia di Ōsaka situata nella città di Moriguchi. La stazione è segnalata dal numero (23) per la monorotaia e dal numero (T11) per la metropolitana. Presso la stazione è situato anche il capolinea della linea Tanimachi della metropolitana di Osaka ed è possibile interscambiare fra le due linee.